# إبراهيم بحسون
إبراهيم علي بحسون هو لاعب كرة قدم لبناني من مواليد 1 يناير 1989، يلعب في مركز مهاجم، لعب لنادي الزوراء العراقي في عام 2013،ولعب لنادي البقعة الأردني في عام 2016.

## روابط خارجية
- إبراهيم بحسون على موقع قاعدة بيانات كرة القدم.إي يو (الإنجليزية)
- إبراهيم بحسون على موقع Soccerway.com (الإنجليزية)
- إبراهيم بحسون على موقع كووورة
- إبراهيم بحسون على موقع GSA (الإنجليزية)